# Prowatina
Prowatina (gr. Tripa Provatina - Przepaść Pasterka, ang. Provatina, też Ewe's Cave) – studnia jaskiniowa w Grecji, zlokalizowana w Epirze, na północ od Janiny, w pobliżu miejscowości Mikro Papingo, na wapiennym płaskowyżu Astraka (2436 m n.p.m.). W momencie odkrycia była najgłębszą znaną studnią jaskiniową w Europie i drugą na świecie (po El Sótano w Meksyku). Jej otwór znajduje się na wysokości ok. 1900 m n.p.m., w stromym stoku tuż nad północno-zachodnią krawędzią płaskowyżu. Ma 407 metrów głębokości.

## Eksploracja
Jaskinia została odkryta, dzięki informacjom lokalnych pasterzy, przez ekipę uniwersytecką z Cambridge w 1965.  W 1966 Jim Eyre osiągnął w niej głębokość 156 metrów, a w 1967 kolejna wyprawa dotarła do głębokości około 200 metrów. W 1968 przygotowano dwie konkurencyjne angielskie wyprawy z udziałem m.in. Pete’a Liveseya i Siona O’Niela. 1 października 1977 r. jaskinię eksplorował polsko-słowacki zespół w składzie Christian Parma i Gustáv Stibrányi. W 1981 pierwszego kobiecego przejścia Prowatiny dokonała polska speleolożka – Ewa Bartosz (-390 metrów), członkini pierwszej kobiecej wyprawy do tej jaskini, kierowanej przez Annę Antkiewicz.

## Budowa
Jaskinia jest prostym, pionowym kominem, którego dnem przepływa podziemny strumień (prawdopodobnie istnieją kolejne, niższe, nieodkryte partie). Dno zaścielają głazy.